# Guido Corbellini
Guido Corbellini (Ancona, 28 giugno 1890 – Roma, 16 marzo 1976) è stato un ingegnere e politico italiano, più volte ministro della Repubblica.

## Studi e prima attività accademica
Figlio di Vittore Corbellini, ingegnere del Servizio Manutenzione e Lavori della Rete Adriatica, e di Edvige Griffini, fu allievo del Collegio Ghislieri di Pavia dal 1908 al 1913 e conseguì la laurea in Ingegneria civile nella Scuola di applicazione, poi Facoltà di Ingegneria, dell'Università degli Studi di Roma "La Sapienza" nel 1913. Nel 1913-1914 vi fu assistente di Geodesia teoretica e topografica.

## Attività nelle Ferrovie dello Stato

### Incarichi civili
Ingegnere nel Servizio Materiale e Trazione delle Ferrovie dello Stato dal 1914, fino al 1938 vi seguì la sperimentazione sui mezzi di trazione, occupandosi fino al 1932 delle prove dinamometriche
Poi diresse le prove nella galleria al vento e nella vasca idrodinamica del Laboratorio navale di Guidonia che condussero alla determinazione delle forme ottime per la penetrazione aerodinamica delle locomotive e dei veicoli (da esse derivò il disegno dell'elettrotreno FS ETR.200, detentore di un primato mondiale di velocità).
Riesaminò razionalmente la complessa materia dell'esercizio ferroviario, compendiandola nella monografia Sicurezza e regolarità di marcia dei treni, Roma, Collegio Ingegneri Ferroviari Italiani, 1936, per molti anni testo di riferimento per i dirigenti ferroviari.
Direttore dell'Ufficio Studi Locomotive del Servizio Materiale e Trazione dal 1938, ebbe poi gli incarichi di capo servizio dal 1942 e di direttore del Servizio dal 1945 al 1949.
Nell'immediato secondo dopoguerra gli fu affidato, assieme all'ingegner Ernesto Stagni, l'incarico di studiare un piano di ammodernamento dei trasporti pubblici di Verona che, in conseguenza dell'orientamento allora non favorevole alle infrastrutture di trasporto su ferro, portò alla trasformazione in filovie delle tranvie extraurbane veronesi e della Verona-Domegliara con chiusura della ferrovia per Caprino e Garda e delle restanti tranvie.

### Incarichi militari
Nel 1941 fu nominato dirigente dell'ufficio di coordinamento delle comunicazioni dell'Ambasciata italiana di Atene, e in tal veste fu incaricato della ricostruzione delle ferrovie greche (notevole la ricostruzione del viadotto del Bralos sull'Atene-Salonicco), del ripristino del canale di Corinto e del ponte sullo stesso canale e di altre opere idrauliche e impianti industriali.
Nel 1943 fu scelto dal Governo Badoglio quale direttore del Compartimento di Napoli delle Ferrovie dello Stato, con l'incarico di coordinare il ripristino dei trasporti ferroviari in tutta l'Italia meridionale. Dal 1944 al 1947 fu componente del Military railway board of Italy.

## Docenza universitaria e attività scientifica
Libero docente dal 1936 di costruzioni stradali e ferroviarie nella Facoltà di Ingegneria dell'Università degli Studi di Bologna, dal 1936-1937 al 1948-1949 vi tenne per incarico la cattedra di Tecnica ed Economia dei trasporti. Vinto il concorso per ordinario, dal 1949-1950 al 1964-1965 fu docente di Tecnica ed Economia dei trasporti nel Politecnico di Milano, ricoprendo anche, fino al 1960, l'incarico di direttore dell'Istituto di trasporti. Nel Politecnico istituì il corso di specializzazione in Ingegneria del traffico e fu direttore del corso di laurea di Tecnica del traffico Dal 1965 al 1970 vi diresse il Corso di perfezionamento per laureati in Ingegneria dei trasporti.
Socio del Collegio Ingegneri Ferroviari Italiani, contribuì alla sua ripresa postbellica, ne fu anche presidente onorario e collaboratore del suo organo Rivista tecnica delle ferrovie italiane, poi Ingegneria ferroviaria, del cui comitato di redazione fu anche componente
Dal 1952 fu presidente dell'Istituto internazionale delle comunicazioni di Genova.
Dal 1947 al 1950 fu vicepresidente dell'Associazione elettrotecnica italiana.

## Incarichi industriali
Dal 1948 fu presidente dell'Istituto italiano della saldatura.
Dal 1950 al 1959 fu presidente dell'Azienda Comunale Elettricità ed Acque di Roma e durante il suo incarico promosse lo sfruttamento delle risorse idroelettriche del Tevere
Avendo presieduta la Commissione Governativa per l'indagine e studi sull'industria meccanica italiana, nel 1953 fu nominato presidente del Gruppo Industrie Elettromeccaniche per Impianti all'Estero.

## Attività politica
Divenuto senatore nelle file delle Democrazia Cristiana dal 1948, fu ministro dei trasporti nel quarto Governo De Gasperi (1947-1950) e in tal veste riuscì a ottenere i finanziamenti per la ricostruzione delle infrastrutture, degli impianti e dei materiali rotabili delle Ferrovie dello Stato, conclusa in soli cinque anni contro i quindici previsti dagli Alleati..
Nominato ministro delle poste e delle telecomunicazioni nel maggio 1962 nel quarto Governo Fanfani, nel dicembre 1962 fu nominato ministro per la ricerca scientifica nel quarto Governo Fanfani e nel 1963 assunse l'incarico di Ministro dei trasporti e dell'aviazione civile nel primo Governo Leone
Al Senato fu presidente delle Commissioni legislative per i Trasporti, i Lavori Pubblici, la Marina Mercantile e le Poste e Telecomunicazioni.

## Curiosità
La carrozza Corbellini fu così chiamata perché entrata in servizio durante la sua azione per la ricostruzione postbellica delle Ferrovie dello Stato.

### Pubblicazioni di Corbellini
- Guido Corbellini, Sicurezza e regolarità di marcia dei treni, Roma, Collegio Ingegneri Ferroviari Italiani, 1936.
- Guido Corbellini, Tecnica dei trasporti su rotaie. Lezioni tenute nella R. Università di Bologna, Roma, Collegio Ingegneri Ferroviari Italiani, 1941.
- Guido Corbellini, I disastri ferroviari, Roma, Ministero di Grazia e Giustizia, 1942.
- Guido Corbellini, Ferrovia, in Enciclopedia italiana di scienze lettere e arti, Appendice II. 1938-1948, vol. I. A-H, Roma, Istituto della Enciclopedia italiana, 1948, pp. 921–924.
- Guido Corbellini, Lezioni di Tecnica ed Economia dei trasporti, Milano, Libreria editrice politecnica Cesare Tamburini, 1952, 2 volumi.
- Guido Corbellini, Il cinquantenario delle Ferrovie dello Stato, in 1905-1955. Il Cinquantenario delle Ferrovie dello Stato, in Ingegneria ferroviaria, 10 (1955), n. 5-6, pp. 333–528 (testo: pp. 339-354). Ristampe in volume: Roma, Collegio Ingegneri Ferroviari Italiani, 1955; Roma, Collegio Ingegneri Ferroviari Italiani-Ponte San Nicolò, Duegi, 2005, ISBN 88-900979-0-6.
- Guido Corbellini, La scienza e la tecnica nel progresso dei trasporti ferroviari. Esperienze passate e presenti, prospettive per il futuro, in Ingegneria ferroviaria, 16 (1961), n. 7-8, pp. VII-XII.
- Guido Corbellini, I trasporti: premessa, in Il mondo della tecnica, sotto la direzione di Gustavo Colonnetti, vol. 4., Torino, UTET, 1962, pp. 339–343.
- Guido Corbellini, Le ferrovie, in Il mondo della tecnica, sotto la direzione di Gustavo Colonnetti, vol. 4., Torino, UTET, 1962, pp. 345–388.
- Guido Corbellini, I trasporti stradali, in Il mondo della tecnica, sotto la direzione di Gustavo Colonnetti, vol. 4., Torino, UTET, 1962, pp. 389–412.
- Guido Corbellini, Comunicazioni marittime e fluviali, in Il mondo della tecnica, sotto la direzione di Gustavo Colonnetti, vol. 4., Torino, UTET, 1962, pp. 413–444.
- Guido Corbellini, Conclusioni: sviluppo e avvenire del trasporto, in Il mondo della tecnica, sotto la direzione di Gustavo Colonnetti, vol. 4., Torino, UTET, 1962, pp. 497–516.

### Pubblicazioni su Corbellini
- Guido Corbellini, in Enciclopedia italiana di scienze lettere e arti, Appendice III. 1949-1960, vol. I. A-L, Roma, Istituto della Enciclopedia italiana, 1961, p. 435.
- In memoria del Prof. Ing. Guido Corbellini, in Ingegneria Ferroviaria, 31 (1976), n. 4, p. 54.
- Giovanni di Raimondo, Ferrovia, in Enciclopedia italiana di scienze lettere e arti, Appendice II. 1938-1948, vol. I. A-H, Roma, Istituto della Enciclopedia italiana, 1948, pp. 924–929.
- Paolo Lattanzi, Saluto al Senatore G. Corbellini, Ministro dei Trasporti e dell'Aviazione Civile, in Ingegneria ferroviaria, vol. 18, n. 6, 1963,  pp. 541-542.
- Giuseppe Sircana e Ernesto Stagni, Guido Corbellini, in Dizionario biografico degli italiani, vol. 34, Roma, Istituto dell'Enciclopedia Italiana, 1988.